# Freadelpha murrayi
Freadelpha murrayi är en skalbaggsart som först beskrevs av Louis Alexandre Auguste Chevrolat 1855.  Freadelpha murrayi ingår i släktet Freadelpha och familjen långhorningar.
Artens utbredningsområde är Nigeria. Inga underarter finns listade i Catalogue of Life.